# Siti della rivoluzione industriale Meiji in Giappone: ferro e acciaio, cantieri navali e miniere di carbone
Siti della rivoluzione industriale Meiji in Giappone: ferro e acciaio, cantieri navali e miniere di carbone (明治日本の産業革命遺産 製鉄・鉄鋼、造船、石炭産業?, Meiji nihon no sangyōkakumei isan: seitetsu, tekkō, zōsen, sekitan sangyō) è un gruppo di siti storici che hanno giocato un ruolo importante nell'industrializzazione del Giappone nei periodi Bakumatsu e Meiji (anni 1850 - 1910), e fanno parte del patrimonio industriale del Giappone. Nel 2009 sono stati inseriti, congiuntamente, nella lista del patrimonio dell'umanità dell'UNESCO sotto i criteri ii e iv.
Sono registrate otto aree, con ventitré siti:

## Area 1: Hagi a Yamaguchi
Siti proto-industriali di Hagi e contesto culturale del periodo Tokugawa; Hagi, Prefettura di Yamaguchi:
| Sito                                                                                                   | Commenti                                     | Immagine |
| --- | -------------------------------------------- | -------- |
| Hagi - fornace a riverbero (萩反射炉?, Hagi hansharo) (ID1484-001)                                     | Sito storico                                 |          |
| Cantiere navale di Ebisugahana (恵美須ヶ鼻造船所跡?, Ebisugahana zōsensho ato) (ID1484-002)            | Sito storico                                 |          |
| Ōitayama-Tatara: fusione del ferro (大板山たたら製鉄遺跡?, Ōitayama tatara seitetsui ato) (ID1484-003) | Sito storico della prefettura                |          |
| Antica città di Hagi (萩城下町?, Hagi jōkamachi) (ID1484-004)                                          | Sito storico; gruppi di edifici tradizionali |          |
| Accademia Shōkasonjuku (?, 松下村塾, Shōkason juku) (ID1484-005)                                       | Gestito da Yoshida Shoin; sito storico       |          |

## Area 2: Kagoshima
Complesso industriale pionieristico di Shūseikan; Kagoshima, Prefettura di Kagoshima:
| Sito | Sito                                                                                   | Commenti                         | Immagine |
| --- | -------------------------------------------------------------------------------------- | -------------------------------- | -------- |
| Ex Shūseikan (集成館?, kyū Shūseikan) (ID1484-006)                                                             | Ex Shūseikan (集成館?, kyū Shūseikan) (ID1484-006)                                     | Sito storico                     |          |
| | Rovine della fornace a riverbero Shūseikan (旧集成館反射炉跡?, Shūseikan hansyaro ato) | Sito storico                     |          |
| Fabbrica Shūseikan (旧集成館機械工場?, Shūseikan kikai kōjō)                                                   | Eretta nel 1865; importante bene culturale                                             |                                  |          |
| Ex residenza dell'ingegnere di filatura di Kagoshima (旧鹿児島紡績所技師館?, kyū Kagoshima hōsekijo gishi-kan) | Eretta nel 1867; importante bene culturale                                             |                                  |          |
| Forno a carbone di Terayama (寺山炭窯跡?, Terayama sumigama ato) (ID1484-007)                                  | Forno a carbone di Terayama (寺山炭窯跡?, Terayama sumigama ato) (ID1484-007)          | Costruito nel 1858, sito storico |          |
| Porta di Yoshino (関吉の疎水溝?, Yoshino no sosuikō) (ID1484-008)                                              | Porta di Yoshino (関吉の疎水溝?, Yoshino no sosuikō) (ID1484-008)                      | Costruita nel 1852               |          |

## Area 3: Nirayama a Shizuoka
Fornace a riverbero proto-industriale di Nirayama; Izunokuni, Prefettura di Shizuoka:
| Sito                                                                           | Commenti                                                          | Immagine |
| ------------------------------------------------------------------------------ | ----------------------------------------------------------------- | -------- |
| Fornace a riverbero di Nirayama (韮山反射炉?, Niirayama hansharo) (ID1484-009) | Costruzione iniziata nel 1853 e completata nel 1855, sito storico |          |

## Area 4: Kamaishi a Iwate
Sito di estrazione e fusione del ferro di Hashino; Kamaishi, Prefettura di Iwate:
| Sito                                                                                           | Commenti                                         | Immagine |
| ---------------------------------------------------------------------------------------------- | ------------------------------------------------ | -------- |
| Sito di estrazione e fusione del ferro di Hashino (橋野鉄鉱山?, Hashino tekkōzan) (ID1484-010) | Ha influenzato Yawata (vedi sotto); sito storico |          |

## Area 5: Saga
Cantiere navale Mietsu; Saga, Prefettura di Saga:
| Sito                                                                           | Commenti                         | Immagine |
| ------------------------------------------------------------------------------ | -------------------------------- | -------- |
| Cantiere navale di Mietsu (三重津海軍所跡?, Mietsu kaigunsho ato) (ID1484-011) | Costruito nel 1858, sito storico |          |

## Area 6: Nagasaki
Strutture del cantiere navale di Nagasaki, isole di estrazione del carbone e siti associati; Nagasaki, Prefettura di Nagasaki:
| Sito | Commenti                                           | Immagine |
| --- | -------------------------------------------------- | -------- |
| Cantiere di Kosuge (小菅修船場跡?, Kosuge shūsenba ato) (ID1484-012)                                                           | Completato nel 1868, sito storico                  |          |
| Banchina Mitsubishi No.3 (三菱長崎造船所 第三船渠?, Mitsubishi Nagasaki Zōsenjyo Daisan Senkyo) (ID1484-013)                   | Completata nel 1905                                |          |
| Foresteria Mitsubishi Senshokaku (長崎造船所 占勝閣?, Nagasaki Zōsenjyo Senshōkaku) (ID1484-014)                               | Completata nel 1904                                |          |
| Gru gigante Mitsubishi (長崎造船所 ジャイアント・カンチレバークレーン?, Nagasaki Zōsenjyo Giant Cantilever Crane) (ID1484-015) | Installata nel 1909                                |          |
| Ex negozio di modelli Mitsubishi (長崎造船所 旧木型場?, Nagasaki Zōsenjyo Kyuu Kigataba) (ID1484-016)                          | Completato nel 1898                                |          |
| Miniera di carbone di Takashima (高島炭鉱?, Takashima Coal Mine) (ID1484-017)                                                  | Scavi iniziati nel 1868, sito municipale e storico |          |
| Miniera dell'isola Hashima (端島炭坑?, Hashima tankō) (ID1484-018)                                                             | Scavi iniziati nel 1870, sito storico              |          |
| Edificio tradizionale (旧グラバー住宅?, kyū Gulabā jūtaku) (ID1484-019)                                                        | Eretto nel 1863; importante bene culturale         |          |

## Area 7: Miike a Fukuoka e Kumamoto
Miniere di carbone, ferrovia e porti di Miike; Ōmuta, Prefettura di Fukuoka, Arao e Uki, Prefettura di Kumamoto:
| Sito | Sito                                                                                    | Commenti                                                                                | Immagine |
| --- | --------------------------------------------------------------------------------------- | --------------------------------------------------------------------------------------- | -------- |
| Miniera di carbone e porto di Miike (三池炭鉱、三池港?, Miike tankō, Miike-kō) (ID1484-020)                              |                                                                                         |                                                                                         |          |
| | Pozzi di Miike (三池炭鉱 宮原坑?, Miike tankō Miyahara kou)                             | Pozzo n.1 completato nel 1898, pozzo n.2 completato nel 1901, importante bene culturale |          |
| Pozzo Manda di Miike (三池炭鉱 万田坑?, Miike tankō Manda kou)                                                           | Pozzo n.1 completato nel 1902, pozzo n.2 completato nel 1908, importante bene culturale |                                                                                         |          |
| Ferrovia industriale della miniera di carbone di Miike (三池炭鉱 専用鉄道敷跡?, Miikekō ・Miike tankō senyō tetsudō ato) | Inaugurata nel 1891, estesa al porto di Miike nel 1905, importante bene culturale       |                                                                                         |          |
| Porto di Miike (三池港?, Miike-kō)                                                                                       | Inaugurato nel 1887, importante bene culturale, importante paesaggio culturale          |                                                                                         |          |
| Porto ovest di Misumi (三角西港?, Misumi nishi-kō) (ID1484-021)                                                          | Porto ovest di Misumi (三角西港?, Misumi nishi-kō) (ID1484-021)                         | Costruito nel 1887, importante bene culturale                                           |          |

## Area 8: Yahata a Fukuoka
Acciaierie Yawata; Kitakyūshū e Nakama, Prefettura di Fukuoka:
| Sito | Sito | Commenti | Immagine |
| --- | --- | --- | -------- |
| The Imperial Steel Works, Giappone (旧官営八幡製鐵所関連施設?, kyū kanei Yahata seitetsusho kanren shisetsu) (ID1484-022) | The Imperial Steel Works, Giappone (旧官営八幡製鐵所関連施設?, kyū kanei Yahata seitetsusho kanren shisetsu) (ID1484-022) | La decisione politica per la costituzione fu presa nel 1897 ed iniziò ad operare nel 1901, "Patrimonio di modernizzazione industriale" da METI. |          |
| | The Imperial Steel Works: uffici (八幡製鐵所 旧本事務所?, Yahata seitetsusho kyū-jimusyo)                                 | Costruiti nel 1899 |          |
| The Imperial Steel Works: officina (八幡製鐵所 修繕工場?, Yahata seitetsusho syūzen-kōjou)                                | Costruita nel 1900, la più antica struttura in acciaio del Giappone, ancora in funzione.                                  | |          |
| The Imperial Steel Works: fucina (八幡製鐵所 旧鍛冶工場?, Yahata seitetsusho kyū-kaji-kōjou)                              | Costruita nel 1900 | |          |
| Stazione di pompaggio del fiume Onga (遠賀川水源地ポンプ室?, Onga-gawa suigenchi ponpu-shitsu) (ID1484-023)               | Stazione di pompaggio del fiume Onga (遠賀川水源地ポンプ室?, Onga-gawa suigenchi ponpu-shitsu) (ID1484-023)               | Costruita nel 1910, ancora in funzione. |          |

## Controversie
L'inclusione di alcune di queste proprietà come siti del patrimonio dell'UNESCO ha sollevato preoccupazioni e obiezioni da parte della Corea del Sud, sulla base del fatto che i civili coreani arruolati e i prigionieri di guerra cinesi furono costretti a lavorare in condizioni difficili in sette di questi siti durante la seconda guerra mondiale a seguito delle politiche di mobilitazione del Giappone. C'è una ricerca che mette in dubbio la conformità del governo giapponese ai regolamenti e ai requisiti dell'UNESCO in relazione al sito della miniera di carbone di Hashima.
Sebbene il periodo in cui ebbe luogo il lavoro forzato non coincida con il periodo della rivoluzione industriale Meiji, la critica è sorta sulla base dell'opinione che la rivoluzione industriale Meiji fosse "inseparabile dalla costruzione dell'impero del XX secolo, che ha portato inesorabilmente al colonialismo giapponese e la guerra Asia-Pacifico". La Corea del Sud ha affermato che il riconoscimento ufficiale di tali siti "violerebbe la dignità dei sopravvissuti ai lavori forzati, nonché lo spirito e i principi della Convenzione dell'UNESCO", e che "i siti del patrimonio dell'umanità dovrebbero essere di eccezionale valore universale ed essere accettabili da tutti i popoli di tutto il mondo". La Cina ha anche rilasciato una dichiarazione simile secondo la quale "l'applicazione del patrimonio mondiale dovrebbe essere all'altezza del principio e dello spirito di promuovere la pace come sostenuto dall'UNESCO".